# Careproctus io
Careproctus io — вид скорпеноподібних риб родини ліпарисових (Liparidae). Описаний у 2024 році.

## Назва
Вид названо на честь Іо, жриці з грецької міфології.

## Поширення
Вид поширений на північному заході Тихого океану біля східного узбережжя Японії. Типовий зразок зібраний неподалік міста Івакі префектури Фукусіма (36.9359°N 141,5477°E) на глибині 419 м.

## Опис
Дрібна рибка завдовжки до 37 мм. Тіло яскраво-червоне, нестрокате.